# PRR15
PRR15 (англ. Proline rich 15) – білок, який кодується однойменним геном, розташованим у людей на 7-й хромосомі. Довжина поліпептидного ланцюга білка становить 129 амінокислот, а молекулярна маса — 13 715.
| 10         |  | 20         |  | 30         |  | 40         |  | 50         |
| ---------- |  | ---------- |  | ---------- |  | ---------- |  | ---------- |
| MADSGDAGSS |  | GPWWKSLTNS |  | RKKSKEAAVG |  | VPPPAQPAPG |  | EPTPPAPPSP |
| DWTSSSRENQ |  | HPNLLGGAGE |  | PPKPDKLYGD |  | KSGSSRRNLK |  | ISRSGRFKEK |
| RKVRATLLPE |  | AGRSPEEAGF |  | PGDPHEDKQ  |  |            |  |            |

A: Аланін

D: Аспарагінова кислота

E: Глутамінова кислота

F: Фенілаланін

G: Гліцин

H: Гістидин

I: Ізолейцин

K: Лізин

L: Лейцин

M: Метіонін

N: Аспарагін

P: Пролін

Q: Глутамін

R: Аргінін

S: Серин

T: Треонін

V: Валін

W: Триптофан

Кодований геном білок за функцією належить до білків розвитку. 